# Дудчик, Павел Андреевич
Павел Андреевич Дудчик (бел. Павел Андрэевіч Дудчык; 12 июля 1918 — 17 апреля 1994) — полковник Советской Армии, участник Великой Отечественной войны, Герой Советского Союза (1945).

## Биография
Павел Дудчик родился 12 июля 1918 года в деревне Казённые Поршни (ныне — Оршанский район Витебской области Беларуси) в крестьянской семье. После окончания неполной средней школы работал в колхозе, был счетоводом, секретарём сельсовета. В 1938 году Дудчик был призван на службу в Рабоче-крестьянскую Красную Армию. Служил в Средней Азии. В 1942 году окончил Брянское военно-политическое училище. С мая того же года — на фронтах Великой Отечественной войны. Принимал участие в боях на Калининском, Северо-Западном, 2-м Прибалтийском, 1-м и 4-м Украинском фронтах. Три раза был ранен. К июню 1945 года капитан Павел Дудчик командовал батареей 699-го истребительно-противотанкового артиллерийского полка 18-й истребительно-противотанковой бригады 22-й армии 2-го Прибалтийского фронта. Участвовал в сражениях на территории Латвийской ССР.
23 декабря 1944 года во время боя у деревни Берзи Добельского района батарея Дудчика, обороняясь в течение шести часов, отразила 11 немецких контратак, уничтожив 8 танков противника и около 200 его солдат и офицеров. Действия батареи вынудили немецкие подразделения отойти.
Указом Президиума Верховного Совета СССР от 29 июня 1945 года за «образцовое выполнение боевых заданий командования на фронте борьбы с немецкими захватчиками и проявленные при этом мужество и героизм» капитан Павел Дудчик был удостоен высокого звания Героя Советского Союза с вручением ордена Ленина и медали «Золотая Звезда» за номером 8755.
После окончания войны Дудчик продолжил службу в Советской Армии. В 1950 году он окончил Высшую офицерскую артиллерийскую школу. В 1959 году в звании полковника Дудчик был уволен в запас. Проживал в Минске, работал начальником штаба гражданской обороны Минского автомобильного завода. Скончался 17 апреля 1994 года, похоронен в Минске.
Был также награждён двумя орденами Отечественной войны I степени, двумя орденами Отечественной войны II степени, тремя орденами Красной Звезды, рядом медалей.

## Награды и звания
- Герой Советского Союза (29.06.1945)
- Орден Ленина
- Медаль "Золотая Звезда"
- Два Ордена Отечественной войны I степени
- Два Ордена Отечественной войны II степени
- Три Ордена Красной Звезды
- Ряд медалей

## Память
- Стела в честь П. А. Дудчика на Аллее Героев войны — уроженцев Оршанщины (2025). Расположена в Орше по ул. Пакгаузной, в сквере около Дома культуры железнодорожников[2].